# لیوتو ماچیدا
لیوتو ماچیدا (انگلیسی: Lyoto Machida؛ زادهٔ ۳۰ مهٔ ۱۹۷۸) ریکیشی و کاراته‌کا اهل برزیل است.